# 仁愛路 (鳳山區)
仁愛路（Ren-ai Rd.）是高雄市鳳山區東邊的南北向主要道路。全線屬台25線鳳林公路，前端與屬台1戊線的中山東路共線。起端於鳳山國中大門路口。末端於鳳林路口接鳳東路，台25線在此轉鳳林路往南。為鳳山區往來大寮區、林園區的重要道路。

## 行經行政區域
- 鳳山區

## 沿線設施
（由北至南）
- 高雄市鳳山區鳳山國中
- 中山東路
- 7-Eleven中東門市
- 品入牛肉麵
- 中山東路郵局後門
- 趙氏南京湯包
- 仁愛市場
- 蔡崇毅診所
- 泰安健保藥局
- 鳳林路

## 公車資訊
- 高雄客運
  - 8001 高雄－鳳山－林園（經高雄市政府四維行政中心、雄商）
  - 8002 高雄－鳳山－林園（經高雄火車站、建國路）
  - 8005 鳳山－翁園－溪寮
  - 8041 林園－鳳山－澄清湖－岡山－茄萣